# Joseph Keller (Politiker)
Joseph Keller (auch Josef Keller; * 30. August 1853; † 3. März 1900) war ein deutscher Kaufmann und bayerischer Bürgermeister.

## Werdegang
Keller war von Beruf Kaufmann und Bankier. In den 1880er Jahren war er Gemeinde-Collegiums-Mitglied. Ab November 1883 war er Mitglied des Verwaltungsrates der neu gegründeten Sparkasse Bruck und dadurch gehörte Keller als Privatier gemeinsam u. a. mit dem Bürgermeister Johann Baptist Miller zur ersten Sparkassenkommission im Zeitraum 1883 bis 1894. Von 1894 bis 1900 war er Bürgermeister des oberbayerischen Marktes Bruck.